# Storia delle dinastie meridionali
La Storia delle dinastie meridionali (南史T, 南史S, NánshǐP) è una delle opere storiche cinesi ufficiali del canone delle Ventiquattro Storie. Contiene 80 volumi e copre il periodo dal 420 al 589, le storie delle dinastie Liu Song, Qi meridionale, Liang e Chen. Come la Storia delle dinastie settentrionali, il libro fu iniziato da Li Dashi. In seguito alla sua morte, Li Yanshou (李延壽), figlio di Li Dashi, completò il lavoro sul libro tra il 643 e il 659. Come storico, Li Yanshou svolse parte della compilazione anche durante la prima dinastia Tang. Diversamente da altri testi storici contemporanei, il libro non fu commissionato dallo Stato. 

## Contenuto
I volumi 1-3 contengono gli annali degli imperatori della dinastia Liu Song cominciando con l'imperatore Wu. I volumi 4-5 contengono gli annali degli imperatori Qi meridionali, i volumi 6-8 gli annali degli imperatori Liang e infine i volumi 9-10 gli annali degli imperatori Chen. ai volumi 11-12 contengono le biografie delle imperatrici e delle consorti. I volumi 13-69 contengono le biografie di figure delle dinastie Liu Song (13-40), Qi meridionali (41-50), Liang (51-64) e Chen (65-69). I volumi da 70 a 80 contengono altro materiale biografico, tra cui ufficiali (70), studiosi confuciani (71), letteratura (72), atti filiali (73-74), reclusi (75-76), favorite dei nobili (77), popoli stranieri (78-79) e funzionari traditori (70).

## Fonti
Li Yanshou lavorò come assistente di cronache storiche (直國史) e anche come compilatore di cronache storiche (修國史) nella corte Tang. Durante quel tempo riorganizzò e integrò gli scritti di suo padre. Attinse da altre storie canoniche delle singole dinastie e da storie assortite (雜史). Con la revisione di Linghu Defen, Li Yanshou presentò la sua opera all'imperatore nel 659.